# Suva Planina
Suva Planina (în sârbă Сува планина, cu sensul de „Muntele Uscat”) este un munte din sud-estul Serbiei. Se află între orașele Niška Banja⁠(d) la nord-vest și Babušnica⁠(d) la sud-est, cu o creastă ramificată spre Bela Palanka⁠(d) la nord. Muntele era cunoscut anterior sub numele Kunovica.
Peștera Pešturina⁠(d) de pe munte este locul primei descoperiri a rămășițelor neanderthaliene din Serbia, care a avut loc în aprilie 2019. 

## Geografie
Muntele se întinde în direcția nord-vest - sud-est. Împarte două văi, Sićevo⁠(d) (la nord-est) și Zaplanje (la vest). Creasta sa are o lungime de 45 kilometri și o lățime maximă de până la 15 kilometri. Versantul său nordic începe la 13 kilometri sud de Niška Banja⁠(d), în timp ce în sud se termină în bazinul Lužnica⁠(d). Geograful Jovan Cvijić, după ce a cercetat muntele, l-a numit Alpii din sudul Serbiei.

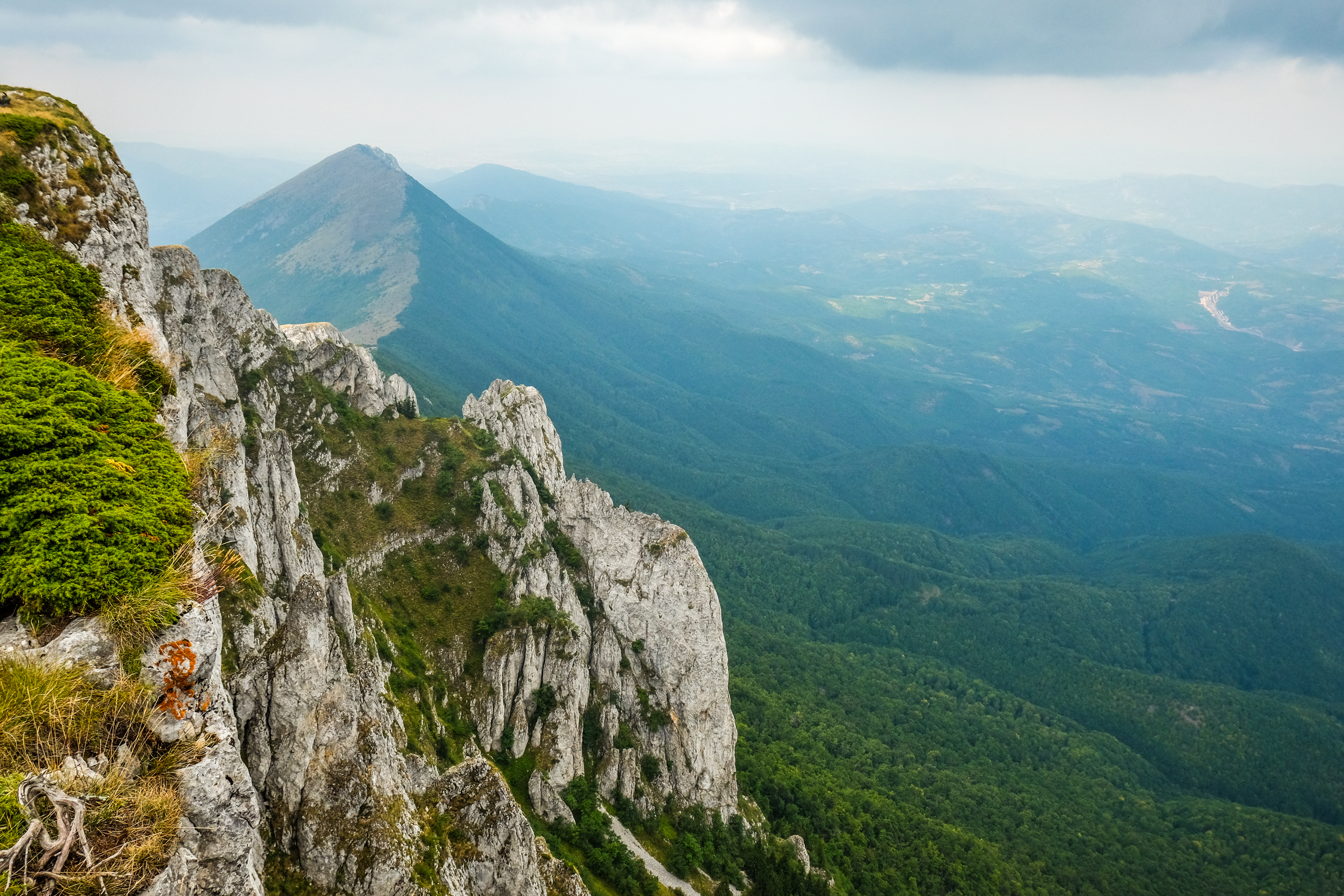
Suva planina

Masivul are forme si fenomene remarcabile de relief carstic, muntele fiind un tezaur de sedimente din diferite epoci care sunt bogate în floră și faună fosilă. Relieful permite, chiar și în timpul iernilor aspre, atunci când vânturile formează troiene de zăpadă, ca unele pășuni să rămână neacoperite de zăpadă. Cel mai înalt vârf este Trem („Pridvor”) cu 1.810 metri înălțime, al doilea cel mai înalt este Golemo Stražište cu 1.714 metri, urmează Litica („Stânca”) cu 1.683 metri în partea de sud-est a muntelui.
Numele (muntele uscat) vine de la faptul că aici se găsesc doar câteva izvoare. Cele mai mari sunt Bojanine Vode (lângă Sokolov Kamen la 860 de metri) și Rakoš Česma (pe creasta muntelui dinspre Bela Palanka⁠(d)). Lângă izvorul Rakoš, există un mic lac, care este locul de adăpare al cailor sălbatici de pe munte.

## Faună sălbatică
Muntele este cunoscut pentru diversitatea vegetației sale. Până în 2015, 1.261 de specii diferite de plante au fost înregistrate pe Suva Planina, adică o treime din flora de pe teritoriul Serbiei. Mare parte din plante sunt endemice sau relicte. Speciile endemice includ trandafirul sârbesc (Rosa serbica) și Aquilegia pancicii. Pădurile de foioase sunt formate din stejar și fag, în timp ce centura forestieră de conifere se termină cu zona de pin Pinus mugo. În zonele împădurite, există numeroase comunități de pajiști, pășuni, stânci, gropi și poieni stâncoase.

Muntele Suva

Fauna diversă locuiește în numeroase ecosisteme. Speciile de animale includ 259 de specii de insecte (80 de specii de fluturi primari), 14 specii de amfibieni și reptile, 13 specii de pești, 139 de specii de păsări și 25 de specii de mamifere. Printre animalele de pe munte se numără salamandra Triturus cristatus⁠(d), broasca țestoasă a lui Hermann (Testudo hermanni⁠(d)), vipera cu coarne, acvila de munte, șoarecele de zăpadă european, lupul, căprioara, mistrețul etc.
Zona Divna Gorica este cunoscută pentru caii săi sălbatici. Aceștia se deplasează și spre alte părți mai înalte ale muntelui, la peste 1.600 m. În urmă cu secole, caii erau ținuți de populația umană locală în grajduri în timpul iernii, în timp ce primăvara, oamenii lăsau caii să cutreiere pe munte. Pe măsură ce numărul populației a scăzut, caii au fost lăsați liberi pe tot parcursul anului, ocazional fiind îngrijiți de unii locuitori rămași.

## Istorie

### Neanderthal
Peștera Pešturina, supranumită „Atapuerca sârbă”, este situată pe versanții nordici ai muntelui. Din 2006, peștera a fost cercetată arheologic și au fost descoperite obiecte din paleoliticul mijlociu și superior. Acestea aparțin de cultura musteriană din Neanderthal și sunt datate ca având o vechime de 102.000 ± 5.000 până la 39.000 ± 3.000 de ani, ceea ce face ca Pešturina să fie una dintre locuințe neanderthaliene care au supraviețuit cel mai mult. În aprilie 2019 s-au descoperit rămășițe neanderthaliene, ceea ce reprezintă prima descoperire de acest fel în Serbia.

### Istorie ulterioară
Urmele drumului militar roman Via Militaris, care leagă Singidunum (acum Belgrad) și Constantinopol (acum Istanbul) sunt încă vizibile de pe munte.

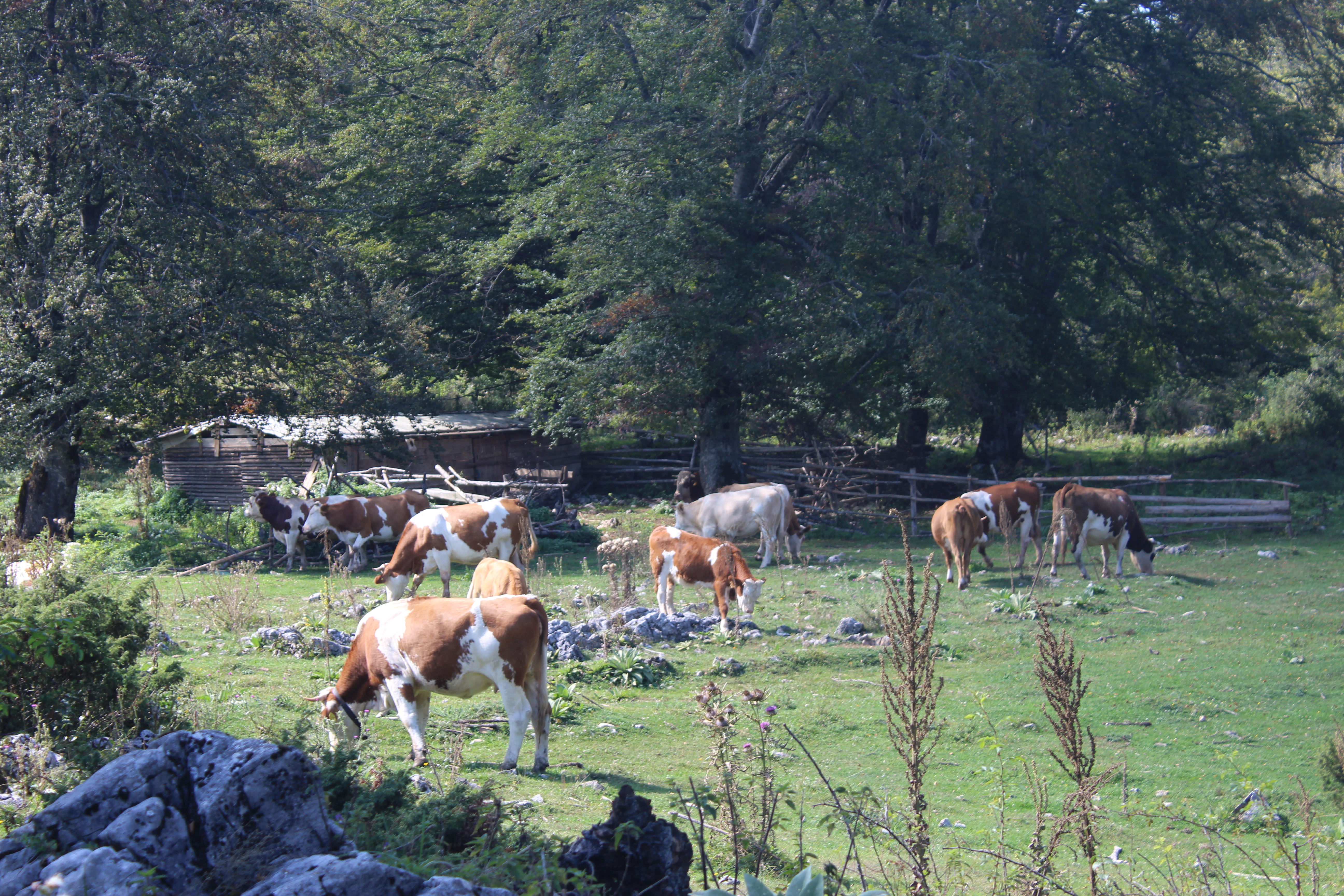
Vite pe muntele Suva

Modul tradițional de creștere a vitelor s-a dezvoltat în timp, la fel și pomicultura și producerea vinului. Există, de asemenea, numeroase obiecte etno-arhitecturale caracteristice de la sfârșitul secolului al XIX-lea, care reprezintă un patrimoniu cultural valoros și recunoscut al zonei. Piatra pentru construirea caselor a fost, de asemenea, săpată de pe munte. Cu toate acestea, până în anii 2020, cea mai mare parte a activității economice s-a oprit din cauza depopulării masive, cariera de calcar din satul Mali Krčimir⁠(d) fiind una dintre excepții.

### Creșterea animalelor
Muntele rămâne cunoscut pentru creșterea extensivă a animalelor, cu sute de animale (vite și cai) care sunt lăsate să se plimbe liber pe munte în timpul sezonului cald, până la începutul lunii noiembrie. În sezonul 2021 erau peste 800 de vite și 200 de cai pe munte, când singurul izvor de apă de pe munte, Rakoš, a secat complet în august din cauza verii fierbinți și a secetei prelungite. Au mai fost sezoane secetoase, astfel încât administrația locală a angajat militari pentru a aduce apă animalelor, dar contractul a expirat și militarii s-au retras. Păstorii au angajat, de asemenea, contractori privați pentru a aduce apă, dar au rămas fără fonduri, plus că aceștea erau în stare să furnizeze doar o cantitate mică din apa necesară - nevoile zilnice sunt de 50 de tone și doar 6 tone ar putea fi furnizate. În septembrie, situația a fost cumplită, deoarece nu mai avea rost să se întoarcă animalele în sate, unde toate sursele de apă, de asemenea, au secat, iar apa de la robinet a fost puternic restricționată.
Din cele șase secete majore înregistrate din 1990, aceasta a fost cea mai severă, deoarece muntele a fost cel mai uscat. Autoritățile locale au numit situația o catastrofă și s-a inițiat o acțiune la nivel național pentru a ajuta animalele, situația de pe munte a ajuns printre știrile naționale. Activiștii și donatorii s-au organizat, dar nu au putut oferi suficientă apă. În cele din urmă, Ministerul Agriculturii a intervenit, promițând să plătească pentru transportul apei, iar armata a reluat transportul de apă.
Cu toate acestea, începând cu anii 1970, populația este în scădere și turmele mari de bovine care erau odată (și în special cele de oi) au dispărut. Unii locuitori își petreceau întregul sezon cald pe munte cu animalele, pentru a produce brânză și lână. În anii 2020, creșterea animalelor și agricultura au susținut doar gospodăriile locale.

## Turism
Pârtiile acestui munte sunt foarte populare pentru schi.
În ultimul weekend din luna februarie are loc anual un eveniment de alpinism, Zimski uspon na Trem, care adună peste 600 de alpiniști din toate părțile Balcanilor. Este, de asemenea, cel mai mare eveniment montan de iarnă din regiune. A început în 1997 și în prezent este organizat de clubul de alpinism Železničar, cu sediul în Niš.

## Protecție
Muntele este considerat o rezervație naturală rafinată și o oază de natură curată și netulburată (în unele părți ale sale). În 2010, Suva Planina a trecut printr-un proces de declarare a sa ca rezervație naturală specială.
Rezervația naturală specială Suva Planina a fost declarată în 2015. Zona protejată are o suprafață de 181 de kilometri pătrați. Cel mai înalt nivel de protecție este rezervat zonelor neafectate sau ușor modificate de activitatea umană (de locuințe): se întinde de la vârful Mosor, mai departe peste vârfurile Sokolov Kamen, Trem, Točila și Smrdan, până la Ržanca și Divna Gorica. Include și stânci aflate sub aceste vârfuri pe partea de nord a muntelui. Nivelui doi include zonele Valožje, vârful Golemo Stražište și zona izolată Rubovac-Cerje (sau Rebrine). Cea mai mică protecție o are restul de 93,5% din rezervație.